# Julien Rotsaert
Julien Jozef Rotsaert (Brugge, 20 november 1902 – Knokke-Heist, 31 maart 1981) was een Belgische broeder (Broeder Ildefons), leraar en componist.
Hij was zoon van meubelmaker Emile Joseph Marie Rotsaert en kleermaakster Marie Anne De Vos.
Zijn geestelijk onderwijs ontving hij aan de scongregatie van de Broeders Xaverianen (Congregatio Fratum Xaverianorum), alwaar hij ook zijn eeuwige gelofte aflegde op 8 september 1924. Hij werd leraar in Knokke-Heist. Zelf was hij begonnen op bescheiden schaal motetten te componeren, maar zijn doorbraak kwam met de cantate Het kerstwonder uit 1936. Dat werk viel Jozef Ryelandt positief op, Hij nam dan ook Rottiers bij de arm op het gebied van harmonieleer en contrapunt. Ryelandt schakelde ook Paul Gilson in, die hem gedurende drie jaar verder onderrichtte in fuga, orkestratie en compositieleer. Zelf ondernam Rottiers studiereizen naar Italië, Duitsland, Engeland en Nederland. Alhoewel nog in ontwikkeling kreeg hij in 1938 de compositieprijs van de provincie West-Vlaanderen toebedeeld. In 1948 kreeg hij bij dezelfde instantie een derde prijs.
De Algemene Muziek Encyclopedie vermeldde de volgende werken meest geschreven in de postromantische stijl met invloeden van Peter Benoit, César Franck, Gabriel Fauré en natuurlijk Ryelandt.
- 1935: Mis ter ere van de Heilige Ambrosius
- 1936: Het kerstwonder (op tekst van Leo Elaut), cantate voor solostemmen, koor en orkest
- 1937: De kleine wever Johannes (toneelmuziek bij toneelstuk van Yvonne Waegemans, dat ook uitvoeringen kreeg in Nederland
- 1938: Ceciliamis
- 1939: Franciscus Xaverius (op tekst van pater J. Boon) voor koor en orkest
- 1939: Scheldestroom voor orkest
- 1940: Sinte-Ursula (op tekst van Cyriel Verschaeve) voor koor en orkest
- 1941: Sporenzege (op tekst van Willem Putman) voor solostemmen, jongenskoor, gemengd koor en orkest in drie delen: Vrede, Strijd en Zegepraal
- 1943: Elckelyc voor orkest
- 1946: Xaveriusspel (toneelmuziek bij toneelstuk van Br. Bernard)
- 1958: Requiem voor sopraan, bas, koor en orkest
- 1960: Ahasverus voor viool en orkest.

Elckerlyc werd daarbij door het Nationaal Orkest van België uitgevoerd in het Casino Knokke Het Nationaal Instituut voor de Radio-omroep organiseerde een heel concert met uitsluitend werken van Rotsaerst. Desalniettemin behoort alles in de 21e eeuw tot het vergeten repertoire.
Rotsaert was vanaf 1952 als bestuurslid betrokken bij de Christelijk Vlaamse Kunstenaarsbond.
Julien Rotsaert (1904-1978) was ook de naam van een architect en gemeentelijke bouwmeester van Brugge; hij ontwierp onder andere acht bejaardenwoningen aan de Bosdreef te Brugge, sinds 2009 een Erfgoedobject